# Hellevoetsluis (gemeente)

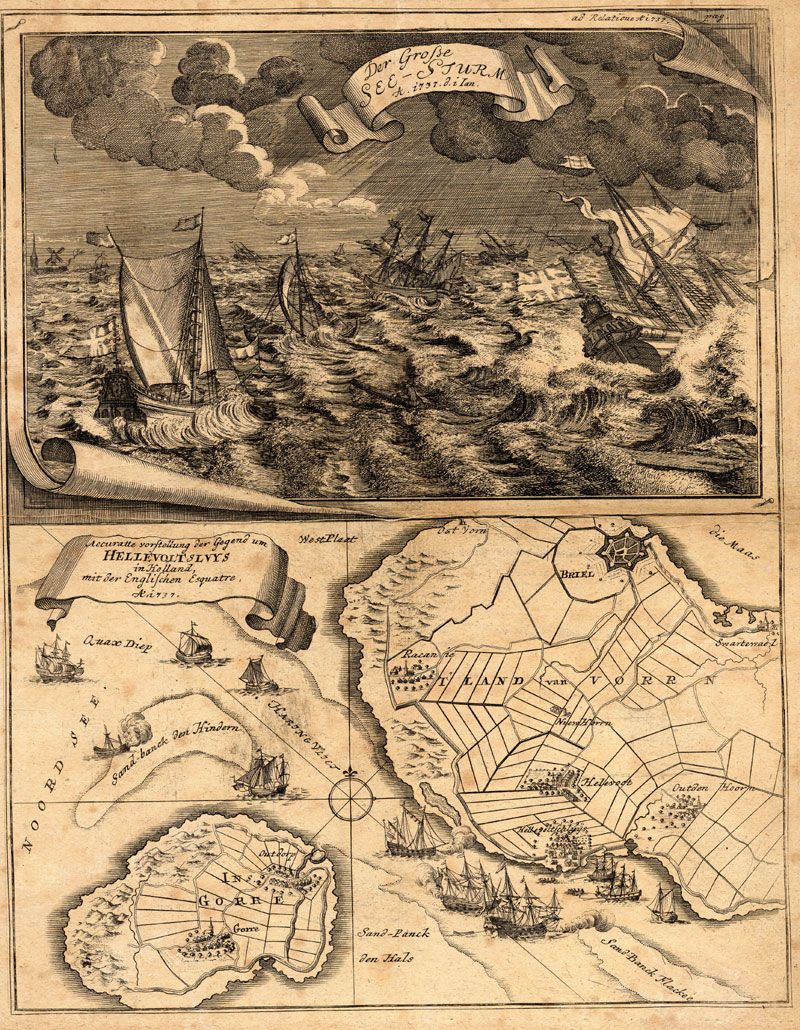
Gravure uit 1737

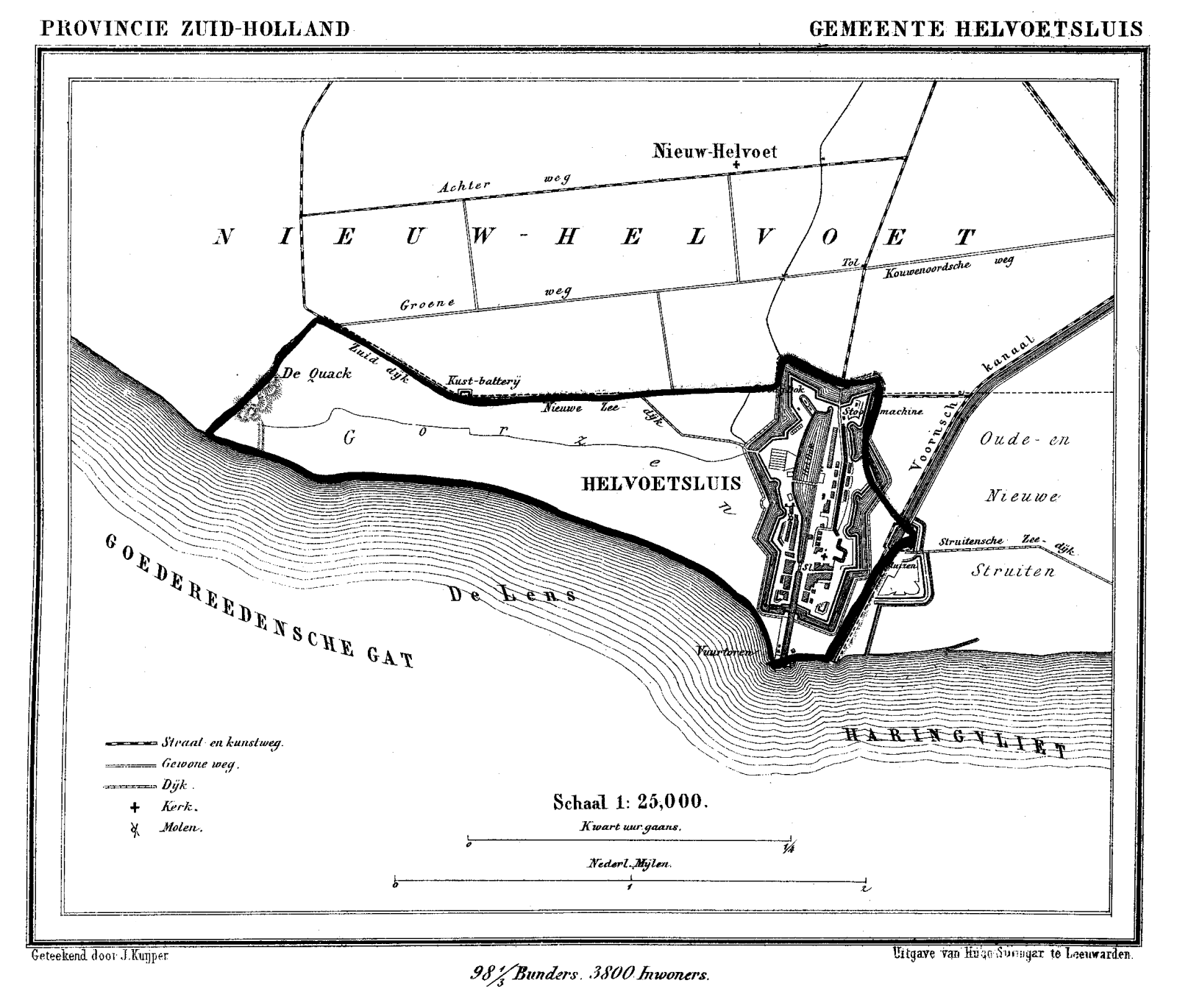
Vestingstad en gemeente Hellevoetsluis (1866), 3800 inwoners

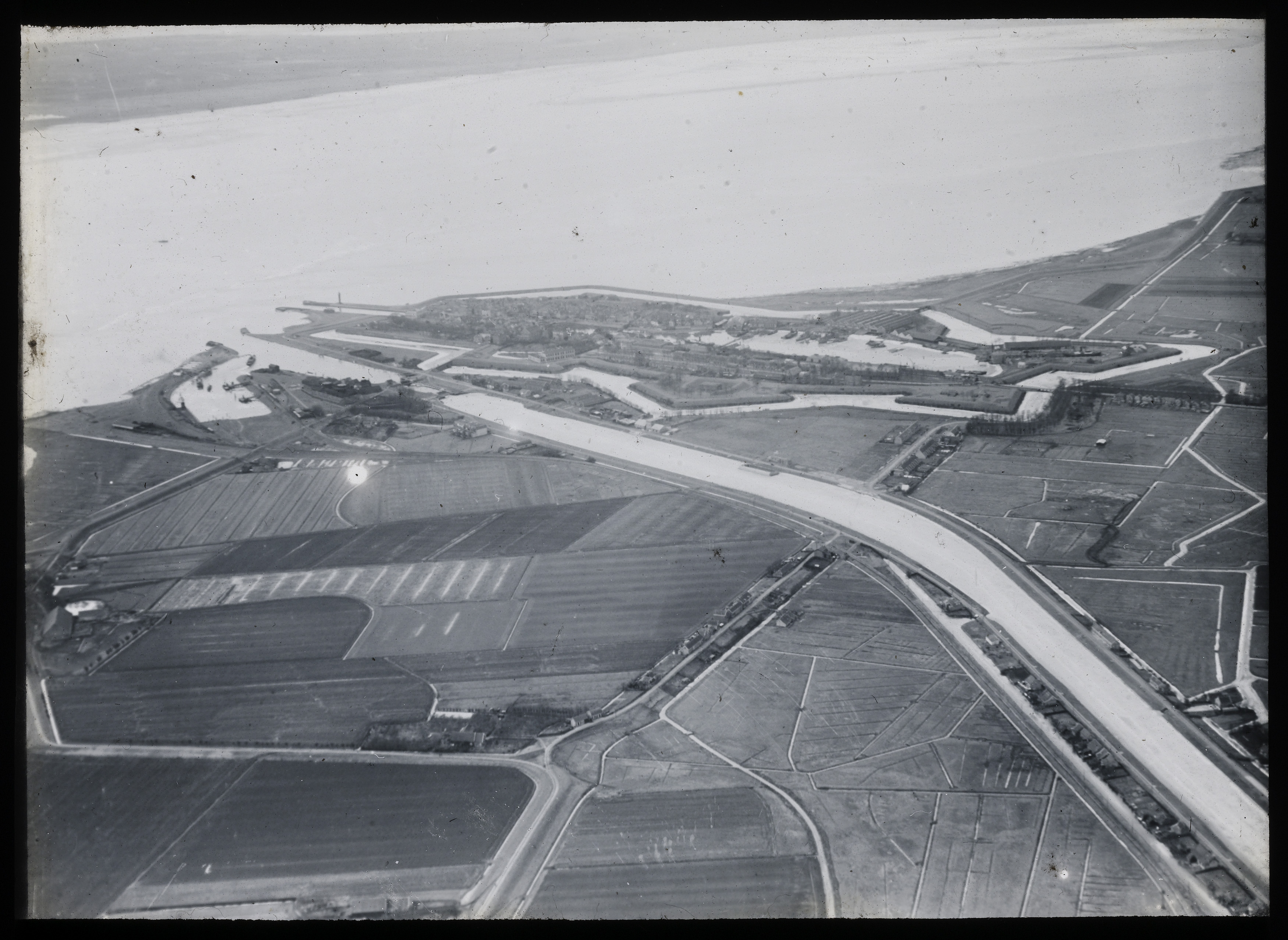
Hellevoetsluis in het Interbellum

Gemeente Hellevoetsluis (2009), 40.000 inwoners

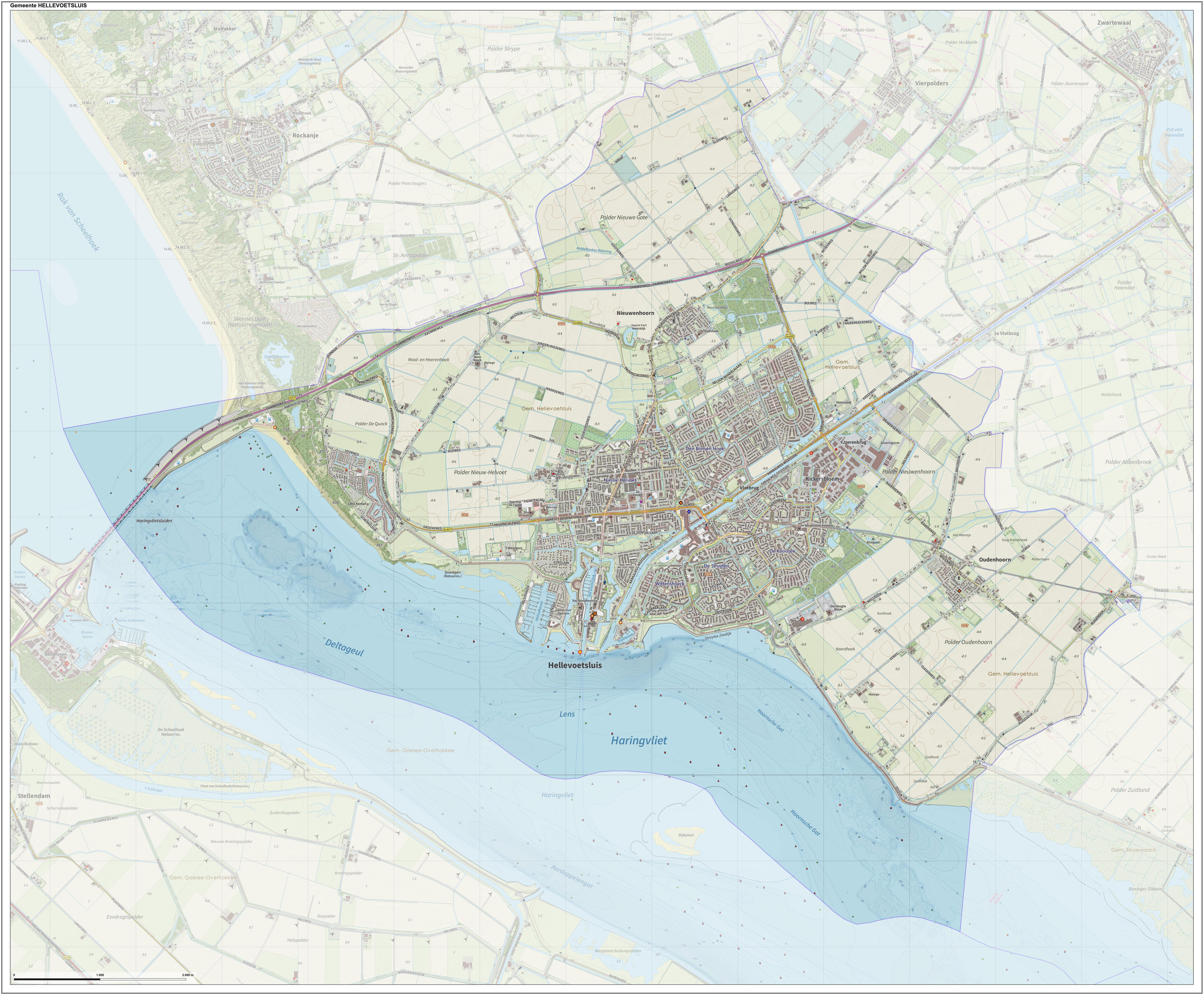
Topografische gemeentekaart van Hellevoetsluis (2022)

Hellevoetsluis (uitspraakⓘ) is een voormalige gemeente in de Nederlandse provincie Zuid-Holland.
De gemeente lag in de streek Voorne-Putten. Zij maakte deel uit van de Metropoolregio Rotterdam Den Haag.
Op 31 januari 2022 telde de gemeente 40.596 inwoners. Zij had een oppervlakte van 46,14 km² (waarvan 14,6 km² water).
De belangrijkste plaats in de gemeente was Hellevoetsluis. Voorts behoorden tot de gemeente de dorpen Nieuw-Helvoet,  Nieuwenhoorn en Oudenhoorn en de buurtschappen Vlotbrug en IJzerenbrug.

## Geschiedenis
De gemeente Hellevoetsluis werd ingesteld tijdens het Eerste Franse Keizerrijk op 1 januari 1812, als gevolg van de invoering in 1811 van de Franse Gemeentewet. Bij de instelling op 21 november 1813 van het Soeverein vorstendom der Verenigde Nederlanden werd de bestaande gemeentelijke indeling overgenomen.
Op 1 april 1817 werd de gemeente Oude en Nieuwe Struiten ingesteld als afsplitsing van Hellevoetsluis.
Op 1 januari 1960 werden de gemeenten Nieuw-Helvoet en Nieuwenhoorn toegevoegd aan Hellevoetsluis.
Nadat in de jaren 70 Hellevoetsluis was aangewezen als groeikern werden er veel woningen bijgebouwd voor forensen die in Rotterdam of het Europoort-Botlekgebied werkten, zodat in de jaren zeventig de bevolking van Hellevoetsluis verdubbelde en er verschillende nieuwe wijken werden bijgebouwd in de polders van Helvoet en Nieuwenhoorn. Enkele bedrijven die rond de jaren zeventig opkwamen waren Vermaat en de oude rubberfabriek.
Sindsdien is de gemeente ook bezig met het revitaliseren van de vesting door middel van nieuwbouw aan de westkant van het Groote Dock. Van 2010 tot en met 2012 is er met rijkssteun een groot restauratieproject gestart waarbij het zogenaamde front I-II weer grotendeels teruggebracht is naar een tijdbeeld uit het rijke militaire verleden. 
Begin jaren 90 van de twintigste eeuw werden er nieuwe plannen voor de stadsontwikkeling gemaakt. De structuurschets 2005 werd gerealiseerd en opgevolgd door de structuurschets 2010+.
De gemeenten Brielle, Hellevoetsluis en Westvoorne zijn op 1 januari 2023 samengegaan in een nieuw ingestelde gemeente Voorne aan Zee.

## Bestuur
Het gemeentehuis, dat werd gebouwd aan het einde van de 17e eeuw, heet ook wel het Prinsenhuis. Hier verbleven vroeger vertegenwoordigers van de admiraliteit en bestuurders. Na de Franse tijd werd het gebouw rijkseigendom.

### Gemeenteraad
De gemeenteraad van Hellevoetsluis bestaat uit 25 zetels. Hieronder staat de samenstelling van de gemeenteraad sinds 1998:
| Zetelverdeling                | Zetelverdeling | Zetelverdeling | Zetelverdeling | Zetelverdeling | Zetelverdeling | Zetelverdeling | Zetelverdeling | Zetelverdeling |
| Partij                        | 1990           | 1994           | 1998           | 2002           | 2006           | 2010           | 2014           | 2018           |
| ----------------------------- | -------------- | -------------- | -------------- | -------------- | -------------- | -------------- | -------------- | -------------- |
| Inwonersbelang Hellevoetsluis | 2              | 4              | 5              | 8              | 7              | 8              | 11             | 12             |
| VVD                           | 5              | 7              | 8              | 7              | 6              | 7              | 5              | 6              |
| CDA                           | 3              | 2              | 2              | 2              | 2              | 2              | 2              | 3              |
| GroenLinks                    | 3              | 4              | 3              | 3              | 3              | 2              | 2              | 2              |
| PvdA                          | 6              | 4              | 6              | 4              | 8              | 3              | 3              | 1              |
| D66                           | 4              | 4              | 1              | 1              | -              | 1              | 2              | 1              |
| Lijst van Balen               | -              | -              | -              | -              | 1              | 1              | -              | -              |
| SP                            | -              | -              | -              | -              | -              | 1              | -              | -              |
| Totaal                        | 23             | 25             | 25             | 25             | 27             | 25             | 25             | 25             |

De gemeente Hellevoetsluis kent één lokale politieke partij, Inwonersbelang Hellevoetsluis, die gegroeid is uit buurtverenigingen. Deze partij is specifiek op de lokale politiek en bevolking gericht.
De reguliere gemeenteraadsverkiezingen van 2022 zijn in Hellevoetsluis niet gehouden in verband met de gemeentelijke herindeling van de gemeente per 1 januari 2023.

### Burgemeester en wethouders 2018-2022
Het college van burgemeester en wethouders van Hellevoetsluis bestaat uit een coalitie van Inwonersbelang Hellevoetsluis, VVD en CDA. Het college bestaat uit burgemeester Milène Junius en vier wethouders, te weten:
- Margriet den Brok (1e locoburgemeester)
- Aart-Jan Spoon (2e locoburgemeester)
- Hans van der Velde (3e locoburgemeester)
- Peter Schop (4e locoburgemeester)

### Wijken in Hellevoetsluis
Wijken in Hellevoetsluis (sinds 2018)
- Hellevoet
- Nieuw-Helvoet
- Nieuwenhoorn
- Oudenhoorn
- De Struyten
- De Kooistee
- Den Bonsen Hoek
- Ravense Hoek
- Centrumgebied
- Kickers Bloem
- Buitengebied

### Voormalige polders enwaterschappen
- Polder Nieuw Helvoet (1811-1949)
- De Quack (1811-1949)
- Oude en Nieuwe Struijten (1811-1973)
- Nieuwe Gote (1811-1973)
- Polder Nieuwenhoorn (1811-1973)
- Nieuw Helvoet en de Quack (1949-1973)

## Kunst en cultuur

### Kunst in de openbare ruimte
In de gemeente Hellevoetsluis zijn diverse beelden, sculpturen en objecten geplaatst in de openbare ruimte, zie:
- Lijst van beelden in Hellevoetsluis

## Monumenten en bezienswaardigheden
- Lijst van rijksmonumenten in Hellevoetsluis
- Lijst van gemeentelijke monumenten in Hellevoetsluis
- Lijst van oorlogsmonumenten in Hellevoetsluis

## Onderwijs

### Basisonderwijs
De gemeente Hellevoetsluis telde in 2014 12 openbare basisscholen, 3 katholieke, 2 protestantse, 1 particuliere en 1 basisschool voor speciaal onderwijs.

### Voortgezet onderwijs
Er zijn drie scholen voor voortgezet onderwijs in Hellevoetsluis:
- GSG Helinium; vmbo basis t/m vwo tweetalig onderwijs en technasium en gymnasium
- Jacob van Liesveldt; vmbo-t t/m vwo tweetalig onderwijs
- Albeda College; diverse opleidingen op mbo-niveau voornamelijk niveau 1 en 2 (o.a. kok en administratief medewerker)

## Openbaar vervoer
| Lijn | Soort     | Route                                                                                                | Vervoerder |
| ---- | --------- | --- | ---------- |
| 91   | Stadsbus  | Kickersbloem - Winkelcentrum                                                                         | EBS        |
| 102  | Spitsbus  | Spijkenisse - Geervliet - Heenvliet - Hellevoetsluis                                                 | EBS        |
| 104  | Streekbus | Spijkenisse - Hellevoetsluis - Stellendam - Goedereede - Ouddorp - Scharendijke - Ellemeet - Renesse | Connexxion |
| 105  | Streekbus | Spijkenisse - Botlek - Rozenburg - Brielle - Hellevoetsluis                                          | EBS        |
| 106  | Streekbus | Spijkenisse - Simonshaven - Zuidland - Oudenhoorn - Hellevoetsluis                                   | EBS        |
| 404  | R-net     | Spijkenisse - Geervliet - Heenvliet - Hellevoetsluis - Rockanje                                      | EBS        |
| 604  | Schoolbus | Ouddorp - Goedereede - Stellendam - Hellevoetsluis                                                   | Connexxion |
| 630  | Schoolbus | Hellevoetsluis - Stellendam - Melissant - Middelharnis                                               | Connexxion |

## Geboren in Hellevoetsluis
- Jan Pieter Theodoor Huydecoper (1728–1767), directeur-generaal van de West-Indische Compagnie
- Andries Staalman (1858–1938), politicus
- Dirk Johannes Spanjaard (1881–1947), ambtenaar en bestuurder
- Doe Hans (1882–1946), journalist, dichter, schrijver en striptekenaar
- Michael Rudolph Hendrik Calmeyer (1895–1990), generaal en staatssecretaris
- Ben van Eysselsteijn (1898–1973), schrijver en journalist
- Anthony van Kampen (1911–1991), schrijver
- Toon Mans (1965), bestuurder en politicus
- Ellemieke Vermolen (1976), presentatrice, actrice en fotomodel
- Ronald Brouwer (1979), hockeyinternational
- Maarten Ketting (1983), voetbalscheidsrechter
- Jerdy Schouten (1997), profvoetballer
- Wouter Macare (1999), metalartiest

## Aangrenzende gemeenten
| Aangrenzende gemeenten | Aangrenzende gemeenten | Aangrenzende gemeenten | Aangrenzende gemeenten | Aangrenzende gemeenten |
| ---------------------- | ---------------------- | ---------------------- | ---------------------- | ---------------------- |
|                        |                        | Brielle                |                        |                        |
|                        |                        |                        |                        |                        |
| Westvoorne             | Nissewaard             |                        |                        |                        |
|                        |                        |                        |                        |                        |
|                        |                        | Goeree-Overflakkee     |                        |                        |

- Gemeinsame Normdatei: 4491687-5
- Library of Congress Control Number: n79075623
- MusicBrainz: 67bb517d-c781-4550-a2b4-c8fa22f1c95e
- Nationale Bibliotheek van Tsjechië: ge672222
- Nationale Bibliotheek van Israël: 987007547817805171
- Virtual International Authority File: 127830063
- WorldCat: E39PBJdRwgTPQYYHYvybr4fpfq